# Cerro Chajnantor
El Cerro Chajnantor o Cerro Cerrillo es un volcán perteneciente al complejo de Puricó que se encuentra en el llano de Chajnantor, zona del altiplano andino occidental, ubicada en la Región de Antofagasta, en el norte de Chile. Posee una altura de 5.640 m sobre el nivel del mar.
El Cerro Chajnantor se encuentra en el Desierto de Atacama, conocido por ser uno de los más secos del mundo. La gran altura, ausencia de contaminación lumínica y el vapor de agua contenido en el aire, lo convierte en uno de los mejores lugares del mundo para la instalación de observatorios astronómicos.
Se encuentra a unos 40 km al este de la localidad de San Pedro de Atacama, desde donde se puede llegar a la base de la montaña en automóvil en una hora aproximadamente. Por la construcción del Observatorio de la Universidad de Tokio Atacama, se construyó un camino de 5,7 km, lo que permite acceder a la cumbre a partir de la meseta.
Debajo de la cima del volcán desde 2015 se construye el Cerro Chajnantor Atacama Telescope, un telescopio de campo amplio de 25 m de abertura que opera en las longitudes de onda submilimétricas.